# Relações internacionais da Santa Sé
As relações internacionais da Santa Sé são a maneira como a Santa Sé se relaciona comercial, cultural e diplomaticamente com os demais países do globo. A Santa Sé - sendo distinta da Cidade do Vaticano, sobre a qual exerce "completa propriedade, domínio exclusivo e autoridade e jurisdição soberanas", tem sido reconhecida como entidade dentro do direito internacional e portadora de um papel significante nas relações internacionais. Também considera-se o fato de que a atuação da Santa Sé no cenário internacional veio a aumentar após a Segunda Guerra Mundial. 
As atividades diplomáticas da Santa Sé são dirigidas pela Secretaria de Estado da Santa Sé (Secretaria Status), que por sua vez, é encabeçada pelo Cardeal Secretário de Estado através da Seção de Relações com Estados. 
A Santa Sé reconhece todos os Estados-membros das Nações Unidas, com exceção da República Popular da China (sendo que reconhece somente a República da China) e presumivelmente da Coreia do Norte (dada suas relações plenas com a Coreia do Sul, que reivindica a totalidade da Península da Coreia. A Santa Sé reconhece o Estado da Palestina, porém, não reconhece nenhum Estado não membro das Nações Unidas além da República da China.

## História
Desde a Idade Média, a sé episcopal romana têm desempenhado funções de uma entidade soberana. Anteriormente, desde o ano 453, o Papa passou a nomear representantes aos imperadores bizantinos (os apocrisiários), porém sem a qualificação de embaixadores. No século XI, no entanto, intensificou-se a nomeação de representantes papais aos monarcas europeus. Já no alvorecer do século XV, monarcas já enviavam representantes residentes em Roma, ampliando o perfil das relações diplomáticas com o Vaticano. A primeira nunciatura apostólica foi estabelecida na República de Veneza em 1500, sendo posteriormente elevados mais doze internúncios (representantes de segundo escalão diplomático) à dita cidade-estado. Seguindo um memorável período na primeira metade do século XVII, a diplomacia papal decresceu após a Paz de Vestfália, de 1648.

## Relações bilaterais

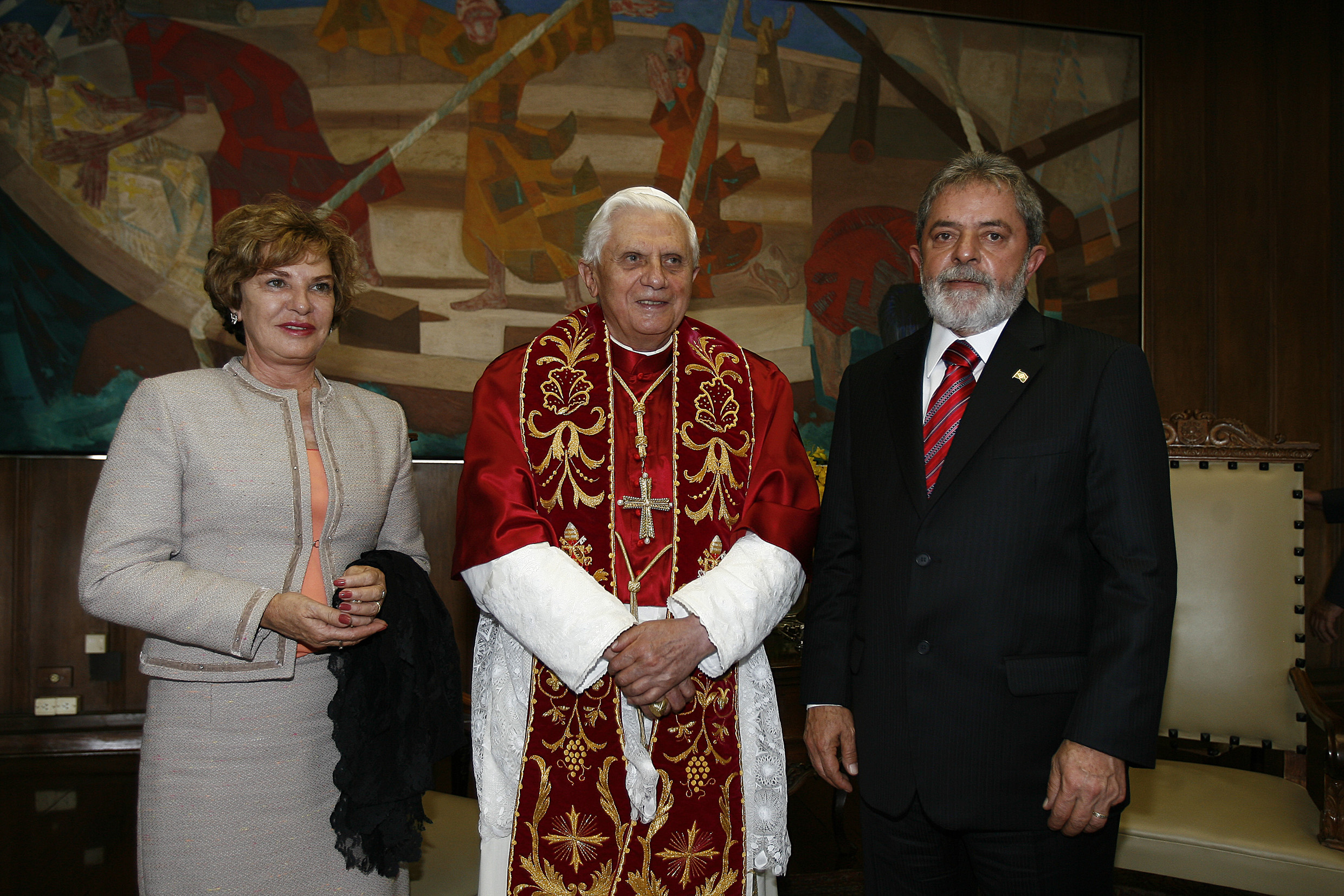
O Papa Bento XVI ladeado pelo Presidente Lula da Silva e a Primeira-dama Marisa Letícia, durante sua visita ao Brasil em 2007.

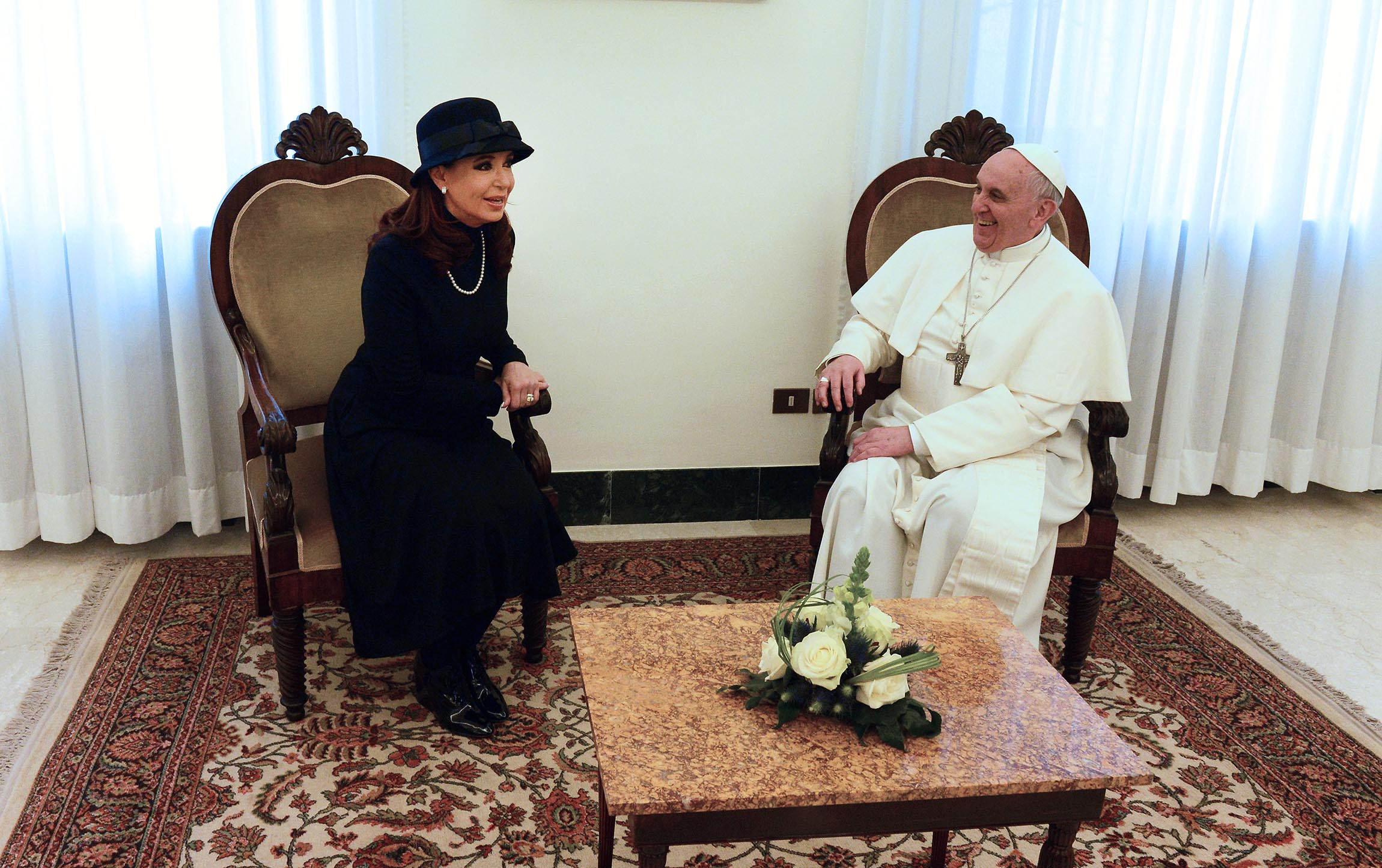
Papa Francisco recebe a Presidente de seu país natal, Cristina Kirchner, em 2013.

A Santa Sé, como entidade soberana e plena do direito internacional, iniciou suas relações diplomáticas com Estados soberanos a partir do século XV. À Santa Sé pertenceram os Estados Papais séculos antes destas relações formais. Atualmente, a Santa Sé tem soberania somente sobre o território da Cidade do Vaticano. No período que se estende de 1870 a 1929, entre a anexação de Roma pelo Reino de Itália e a ratificação do Tratado de Latrão, a Santa Sé permaneceu desprovida de um território. Neste mesmo período, consequentemente alguns Estados suspenderam suas relações com a Sé, enquanto outras mantiveram-nas. Desta forma, o número de nações que mantinham relações com a Santa Sé dobrou em 1929, chegando de 16 a 27.
Atualmente, a Santa Sé mantém relações diplomáticas com 180 Estados soberanos (incluindo a parcialmente reconhecida República da China), além da Ordem Soberana e Militar de Malta e da União Europeia.
A Santa Sé também estabeleceu relações diplomáticas plenas com o Estado da Palestina. Através de acordo ajustado com o governo do Vietnã, a Santa Sé possui um representante não residente para o país. Por outro lado, mantém relações não formalizadas com os seguintes países: Afeganistão, Brunei, Somália, Omã e Arábia Saudita.
A Santa Sé mantém adicionalmente delegações apostólicas em representação a determinadas comunidades católicas em outros países, e tais delegações não são creditadas a nível diplomático. As regiões e países nos quais tais delegações apostólicas operam são: Brunei, Comores, Laos, Mauritânia, Myanmar, Somália, Vietnã, Israel e Palestina, Oceano Pacífico (Tuvalu e territórios dependentes), Península Arábica (Omã, Arábia Saudita), Antilhas (territórios dependentes), Kosovo e a prefeitura apostólica para o Saara Ocidental. 
A Santa Sé não reconhece e, portanto, não mantém relações diplomáticas, com os seguintes países:
- Reino do Butão
- República das Maldivas
- República Popular da China
- República Popular Democrática da Coreia

A Santa Sé administra 180 missões diplomáticas permanentes no exterior, das quais 73 são não residenciais, e as 106 restantes constituem-se em missões concretas, algumas das quais são creditadas não somente ao país onde estão instaladas.
A Santa Sé é a única entidade europeia de direito internacional a manter relações diplomáticas com a República da China (Taiwan), apesar de rumores recentes acerca de contatos entre o Vaticano e a República Popular da China sobre o estabelecimento de relações bilaterais, restaurando a condição anterior à Revolução Cultural. 
Durante o pontificado do Papa Bento XVI, a Santa Sé estabeleceu relações com Montenegro (em 2006), Emirados Árabes Unidos (em 2007), Botswana (em 2008), Federação Russa (em 2009), Malásia (em 2011) e Sudão do Sul (em 2013). "Relações de natureza especial" haviam sido estabelecidas anteriormente com a Rússia, em similaridade às relações estabelecidas com a Organização para Libertação da Palestina.

### Lista
| País           | Início das relações formais | Notas |
| -------------- | --------------------------- | --- |
| Albânia        | 1991                        | As relações entre a Albânia e a Santa Sé foram formalizadas em 1991, logo após a queda do regime comunista no país. O Papa João Paulo II foi o primeiro a visitar o país, em 25 de abril de 1993. Em setembro de 2014, o Papa Francisco visitou a Albânia, em sua primeira visita apostólica a um país europeu. - A Albânia possui uma embaixada residente em Roma. - A Santa Sé possui uma nunciatura apostólica em Tirana. |
| Argentina      | 17 de abril de 1940         | - A Argentina possui uma embaixada em Roma. - A Santa Sé possui uma nunciatura apostólica em Buenos Aires. |
| Argélia        |                             | Durante a Guerra da Argélia, a Santa Sé não tomou posição em nenhum dos lados beligerantes, preferindo incentivar diálogos de paz entre ambos. Após a consequente independência, a Argélia manteve relações diplomáticas com a Santa Sé e permitiu a atividade do sacerdócio católico no país. |
| Austrália      | 1973                        | Desde o estabelecimento de relações diplomáticas com a Santa Sé em 1973, a Austrália têm mantido um Chefe de Missão não residente, em outra capital europeia, além de um escritório especial para a Santa Sé. Em 2008, o governo australiano anunciou a nomeação de um embaixador à Santa Sé indicando o aprofundamento das relações entre os países, especialmente em áreas de "direitos humanos, liberdade política e religiosa, diálogo inter-religioso, segurança alimentar, controle de armas, refugiados e tráfico de pessoas". - A Austrália mantém uma embaixada em Roma. - A Santa Sé mantém uma nunciatura apostólica em Camberra. |
| Estados Unidos | 1984                        | As prioridades da Santa Sé incluem liberdade de religião, diálogo inter-religioso (particularmente com o mundo islâmico), ecumenismo, oposição ao aborto e ao casamento entre pessoas do mesmo sexo e paz mundial (particularmente com relação ao Oriente Médio). O Papa Francisco têm expressado publicamente sua posição sobre o aquecimento global, descrevendo a proteção do meio ambiente como "questão de responsabilidade moral para resguardar a Criação de Deus". - Os Estados Unidos mantêm uma embaixada em Roma. - A Santa Sé mantém uma nunciatura apostólica em Washington, D.C. |
| França         | século XVI                  | As relações entre os dois países são extremamente antigas, dada a presença do Catolicismo na França. As relações diplomáticas datam do século XVI e foram ampliando-se ao longo da história, sendo que a França é conhecida historicamente como "a filha mais velha da Igreja". As áreas de cooperação entre a França e a Santa Sé incluem educação, saúde pública, combate à pobreza e diplomacia internacional. Antes do estabelecimento do Estado de bem-estar social, o envolvimento da Igreja em muitos setores da sociedade era notável. Atualmente, as iniciativas de paz da França são similares às da Santa Sé, que favorece o diálogo a nível global. - A França mantém uma embaixada em Roma. - A Santa Sé mantém uma nunciatura apostólica em Paris. |
| México         | 1992                        | Após a quebra das relações entre os dois países em 1861, a Santa Sé enviou um delegado apostólico como representante residente no México em 1904. Em 1992, após mais de 130 anos de relações suspensas, o governo mexicano restabeleceu os laços diplomáticos com a Santa Sé e restaurou os direitos civis à Igreja Católica no país. - O México possui uma embaixada em Roma. - A Santa Sé possui uma nunciatura apostólica na Cidade do México. |

## Relações multilaterais

### Membresia internacional
A Santa Sé é ativa em organizações internacionais e membro dos seguintes organismos:
- Comitê Internacional de Medicina Militar
- Agência Internacional de Energia Atómica
- Organização Internacional de Migração[17]
- Organização Internacional de Entidades Fiscalizadoras Superiores
- Organização para a Proibição de Armas Químicas
- Organização para a Segurança e Cooperação na Europa
- Tratado de Interdição Completa de Ensaios Nucleares
- Instituto Internacional para a Unificação do Direito Privado
- Conferência das Nações Unidas sobre Comércio e Desenvolvimento
- Alto Comissariado das Nações Unidas para os Refugiados
- Organização Mundial da Propriedade Intelectual

A Santa Sé também é membro observador das seguintes organizações:
| - Conselho da Europa - Organização Internacional do Trabalho - Fundo Internacional de Desenvolvimento Agrícola - Comissão Internacional do Registro Civil - União Latina - Organização dos Estados Americanos - União Africana |  | - Organização das Nações Unidas - Organização das Nações Unidas para a Educação, a Ciência e a Cultura (UNESCO) - Organização das Nações Unidas para o Desenvolvimento Industrial - Programa das Nações Unidas para o Desenvolvimento - Programa das Nações Unidas para o Meio Ambiente - Escritório das Nações Unidas sobre Drogas e Crime - Programa das Nações Unidas para os Assentamentos Humanos - Organização das Nações Unidas para Alimentação e Agricultura - Organização Mundial de Turismo - Organização Mundial da Saúde - Programa Alimentar Mundial |

### Nações Unidas
Desde 6 de abril de 1964, a Santa Sé têm sido um Observador da Organização das Nações Unidas. Sob esta condição, a Santa Sé é convidada a participar em todas as sessões da Assembleia Geral, do Conselho de Segurança e do Conselho Económico e Social, mantendo uma missão observadora permanente na Sede da ONU, em Nova Iorque. Da mesma forma, a Santa Sé têm sido representada diplomaticamente em todos os comitês da Assembleia Geral.

## Relação com o Vaticano
Apesar de estarem associados por questão de soberania, a Santa Sé e a Cidade do Vaticano devem ser entendidos como entidades distintas e separadas. 
O Estado da Cidade do Vaticano foi estabelecido pelo Tratado de Latrão em 1929 visando "assegurar a absoluta e visível independência da Santa Sé" e "para garantir-lhe indisputável soberania em assuntos internacionais". O Arcebispo Jean-Louis Pierre Tauran, outrora Secretário de Relações com Estados, afirmou que a Cidade do Vaticano é "um minúsculo Estado que garante a liberdade espiritual ao Papa para com o mínimo território".
A Santa Sé, e não a Cidade do Vaticano, mantém relações diplomáticas com determinadas nações, sendo a ela creditadas e associadas as missões diplomáticas dos mais variados níveis e as embaixadas em territórios estrangeiros. A Santa Sé estabelece acordos e concordatas com outras entidades soberanas estrangeiras e também participa ativamente ou é representada em organizações internacionais, com exceção daquelas de cunho territorial, como:  
- Conferência Europeia de Administrações de Correios e Telecomunicações
- Eutelsat
- Conselho Internacional de Grãos
- Instituto Internacional de Ciências Administrativas
- ITSO
- União Internacional de Telecomunicações
- Interpol
- União Postal Universal